# 陳所學 (萬曆進士)
陳所學（1559年—1640年），字正甫，號志寰，晚號松石，湖廣承天府沔陽州景陵縣人，民籍，明朝政治人物。

## 生平
萬曆七年（1579年）己卯科湖廣鄉試第六十名舉人，八年（1580年）中式庚辰科會試第一百六名，未殿試，十一年（1583年）癸未科二甲第三十八名進士。禮部觀政，授刑部主事，丁母憂歸里。十五年（1587年）起為工部虞衡司主事，十六年（1588年）任雲南鄉試副考官，十七年（1589年）改戶部主事，榷稅杭州，十九年（1591年）丁父憂歸里。
萬曆二十二年（1594年）起復原職，同年升戶部員外郎，二十三年（1595年）升郎中，同年出為徽州府知府，二十六年（1598年）升山西按察司副使，二十九年（1601年）二月升山西布政使司右參政、分巡冀北，三十三年（1605年）十月升福建按察使，三十四年（1606年）十一月升福建右布政使，上疏乞休不允，三十五年（1607年）到任，三十八年（1610年）正月被福建巡撫陳子貞論劾，以才力不及調陝西右布政使，未赴任，上疏乞休，三十九年（1611年）准致仕。四十年（1612年）七月起為福建右布政使，四十二年（1614年）到任，四十三年（1615年）六月升浙江左布政使，上疏乞休不允，四十四年（1616年）到任，同年十二月升都察院右副都御史、巡撫山西，四十七年（1619年）九月升南京戶部右侍郎兼南京都察院右僉都御史，總督南京糧儲，天啟元年（1621年）二月引疾乞休。三年（1623年）三月起為戶部左侍郎，五年（1625年）三月引疾致仕歸里。崇禎十三年（1640年）卒，享年八十二歲，遺命勿請祭葬。著有《松石園》、《鴻濛館》諸集。

## 家族
曾祖陳寬；祖父陳守廉，贈浙江左布政使；父陳篆，恩例冠帶。母戴氏。具慶下。兄陳所著、陳所選、陳所前，弟陳所謨、陳所答。